# Copacabana, Rio de Janeiro
Copacabana este un cartier (bairro) din Rio de Janeiro, Brazilia. Se află în zona de sud a orașului, între cartierele Ipanema și Leme. Este renumit mondial pentru plaja sa, care se întinde pe o lungime de 4,5 km.

## Cartier
Este un cartier de oameni din clasa de mijloc superioară, mai puțin scump decât cartierul Leblon. A devenit un loc mai sigur după „pacificarea” favelor învecinate: Babilônia, Chapéu Mangueira, Pavão-Pavãozinho și Cantagalo.

## Plaja Copacabana
Plaja Copacabana, poreclită „Princesinha do Mar” (mica prințesă marii) de brazilieni, este una dintre cele mai cunoscute simboluri ale orașului Rio de Janeiro. Este delimitată la nord de Fortul Duque de Caxias în cartierul Leme și la sud de Fortul Copacabana. Avenida Atlântica se întinde de-a lungul frontului de mare. În centrul bulevardului se află cel mai vechi hotel de lux din America de Sud, Copacabana Palace. Ușor accesibilă cu transportul public, plaja găzduiește oameni din toate clasele sociale. Sporturile practicate pe plajă includ volei de plajă și frescobol.
Plaja este și un loc de întâlnire pentru marele evenimente. Aproape două milioane de oameni, turiști și localnici, se adună pe plaja în fiecare an pentru focurile de artificii de Revelion. În anul 2013, trei milioane de oameni au asistat la slujba celebrată de Papa Francisc pe plaja din cadrul Zilelor Mondiale ale Tineretului. Plaja găzduiește și evenimente sportive: a fost locul probelor de volei de plajă, triatlon și maraton de natație la Jocurile Panamericane din 2007. Cu ocazia Jocurilor Olimpice de vară din 2016, Arena Copacabana a găzduit proba de volei de plajă.